# 穆伊拉
穆伊拉位于加蓬南部，是恩古涅省的首府。